# Régiment de Saint-Mauris
Pour les articles homonymes, voir régiment de Mailly et régiment de Rohan.
Le régiment de Saint-Mauris est un régiment d’infanterie du royaume de France créé wallon en 1677.

## Création et différentes dénominations
- 22 février 1677 : création du régiment de Piettemont (Wallons)
- 1er novembre 1677 : renommé régiment de Famechon
- 11 février 1697 : renommé régiment d’Isenghiem
- 15 septembre 1717 : mis sur le pied français et renommé régiment de Montesquiou
- 1717 : régiment de Mailly
- 7 mars 1735 : renommé régiment de Biron
- 1er décembre 1745 : renommé régiment de Rohan-Rochefort
- 10 février 1749 : renforcé par incorporation du régiment de Fleury
- 20 février 1761 : renommé régiment de Saint-Mauris
- 10 décembre 1762 : incorporé dans le régiment de Poitou

## Équipement

### Drapeaux
3 drapeaux, dont un blanc colonel, et 2 d’ordonnance, « isabelles & noirs, & croix blanches ».

Drapeaux d’ordonnance
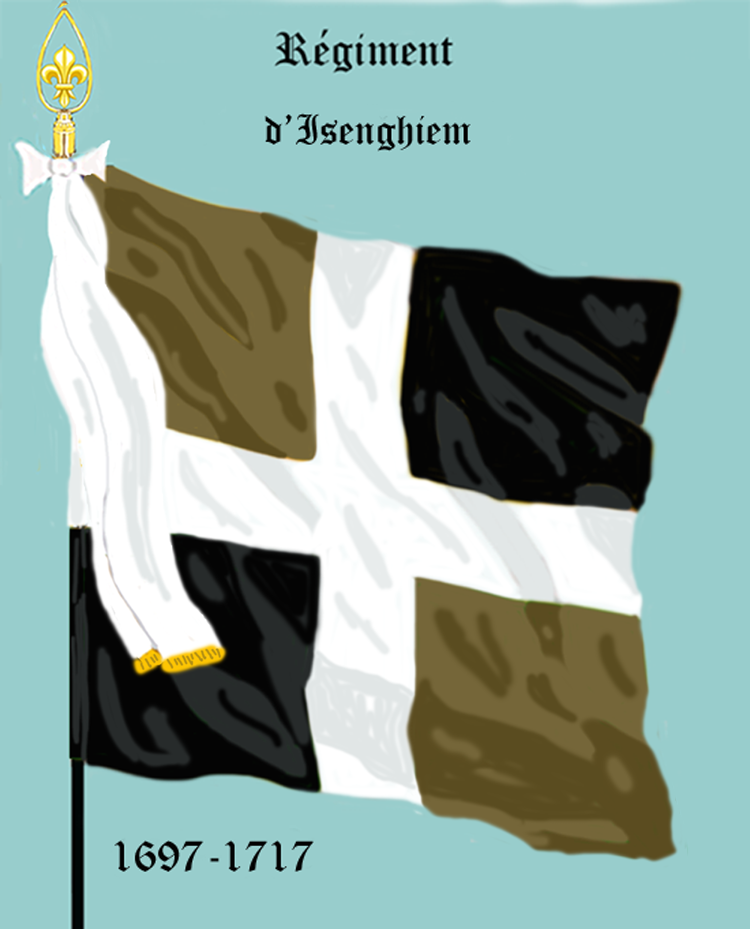
régiment d’Isenghiem de 1697 à 1717
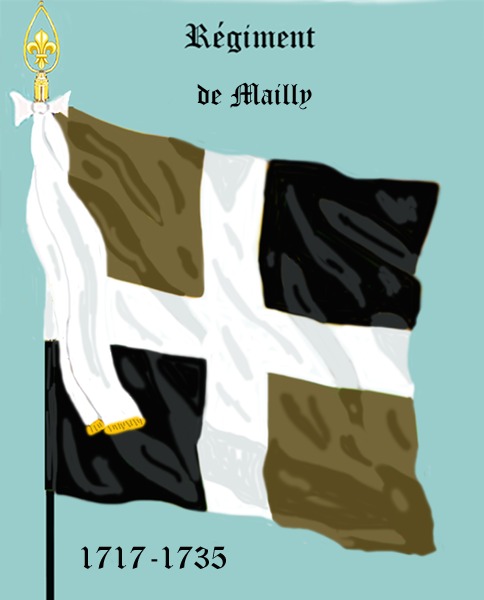
régiment de Mailly de 1717 à 1735
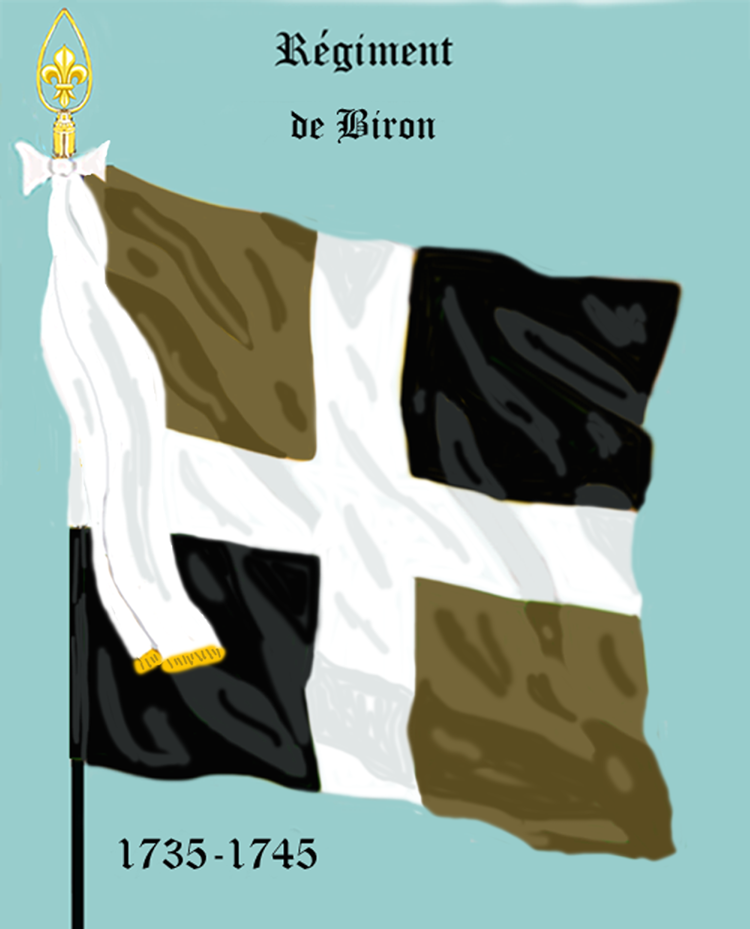
régiment de Biron de 1735 à 1745
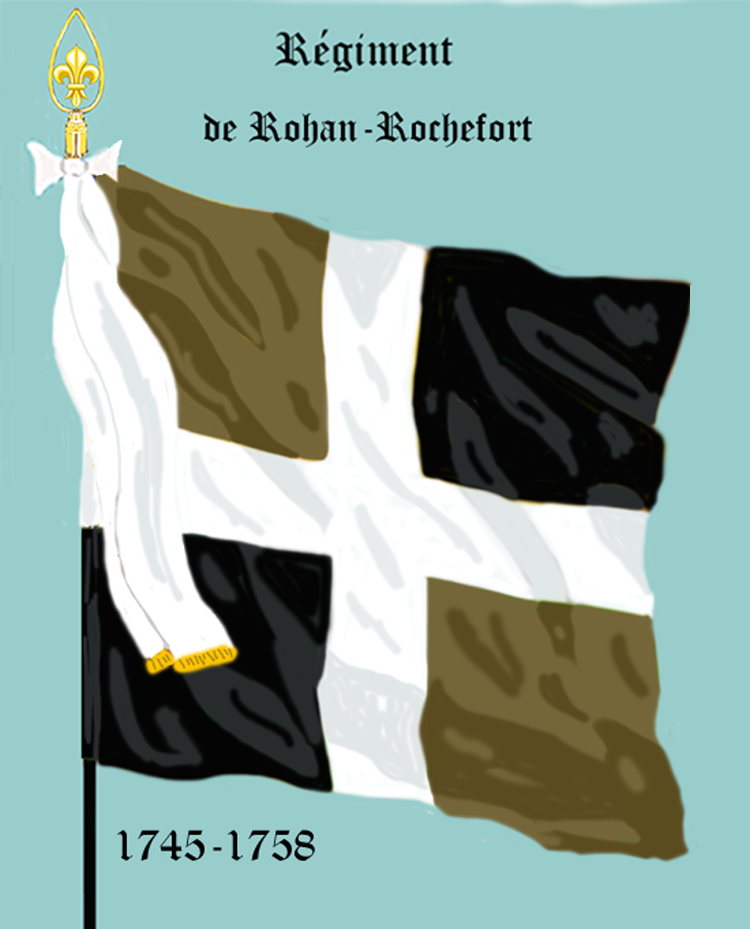
régiment de Rohan-Rochefort de 1745 à 1758
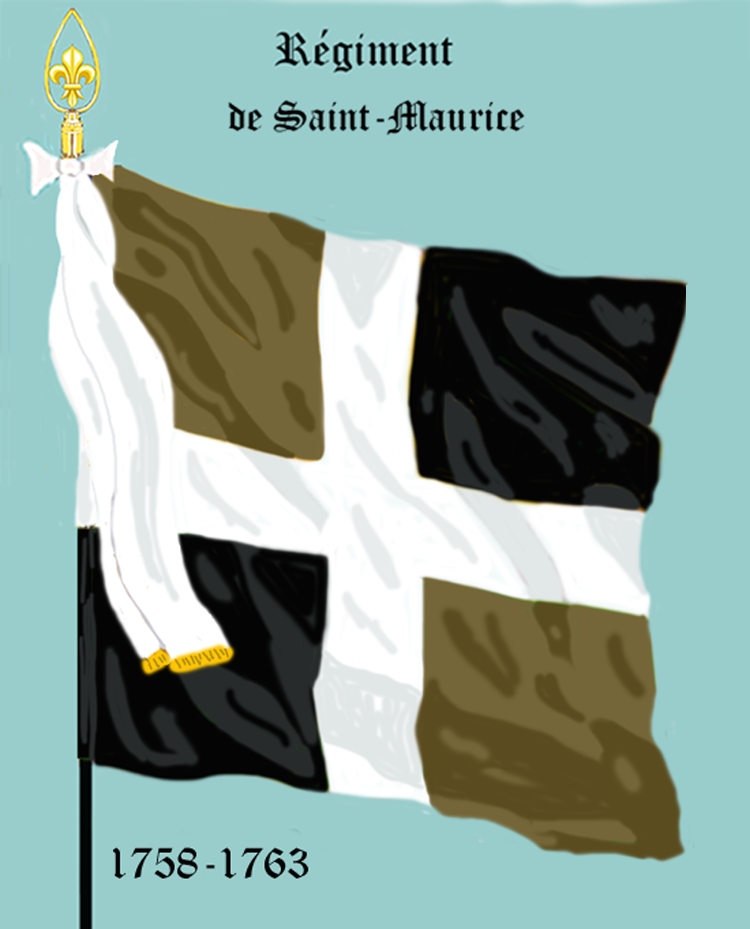
régiment de Saint-Mauris de 1758 à 1762

### Habillement
Habit, veste et culotte blancs ; collet, parements, revers de la veste rouges ; boutons jaunes ; poches garnies de 3 boutons, autant sur les manches, chapeau bordé d’or.

Uniformes
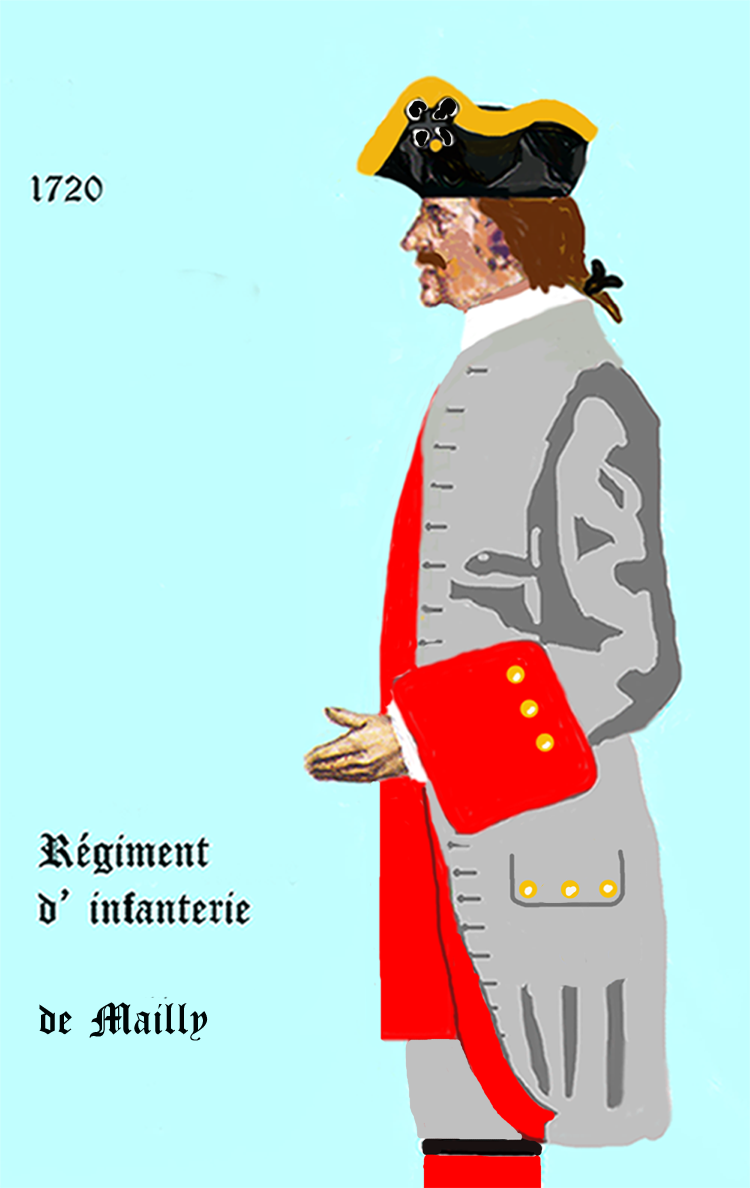
régiment de Mailly de 1729 à 1734
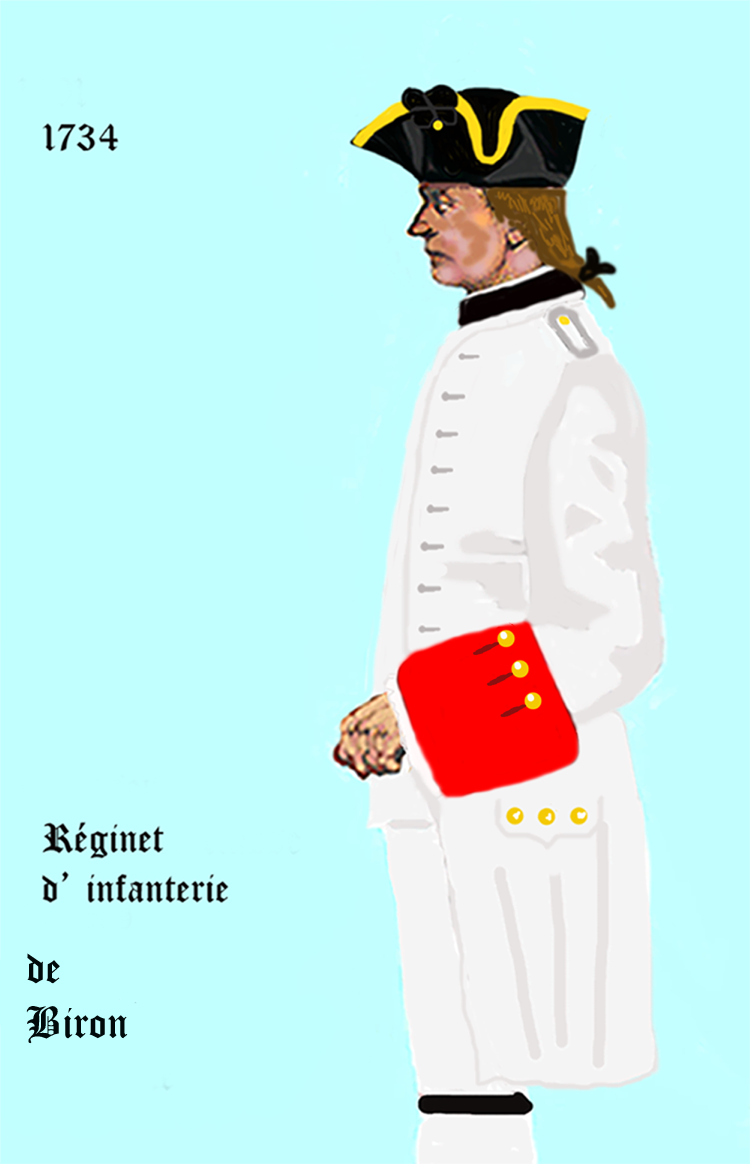
régiment de 1734 à 1762

## Historique

### Colonels et mestres de camp
- 22 février 1677 : marquis de Piettemont, † avril 1677
- 1er novembre 1677 : Ignace de Belvalet de Famechon, brigadier le 24 août 1688, maréchal de camp le 3 janvier 1696, † 6 janvier 1698 âgé de 60 ans
- 11 février 1697 : Louis de Gand-Vilain de Mérode de Montmorency, prince d’Isenghien, brigadier le 2 avril 1703, maréchal de camp le 20 mars 1709, lieutenant général le 8 mars 1718, maréchal de France le 11 février 1741
- 15 septembre 1717 : Victor Alexandre, marquis de Mailly, brigadier le 20 février 1734, † 22 avril 1754
- 7 mars 1735 : Charles Antoine de Gontaut, marquis de Biron, brigadier le 20 février 1743, déclaré maréchal de camp en décembre 1745, par brevet expédié le 1er mai, déclaré lieutenant général en décembre 1748, par pouvoir du 10 mai
- 1er décembre 1745 : Charles Armand Jules de Rohan, prince de Rochefort, né le 30 août 1729, brigadier le 23 juillet 1756, maréchal de camp le 20 février 1761
- 20 février 1761 : Charles Emmanuel, chevalier de Saint-Mauris, brigadier le 25 juillet 1762

### Campagnes et batailles
- 1677 : Cassel (10 avril - 11 avril), où le colonel est tué
- 1690 : Irlande ; le régiment de Famechon s'illustre aux côtés des forces du roi catholique déchu Jacques II Stuart : bataille de la Boyne du 1er juillet 1690, défense de Limerick. Jacques II espérait récupérer la couronne d'Angleterre avec l'appui de Louis XIV contre Guillaume III d’Orange, roi d'Angleterre depuis la Glorieuse Révolution et allié des protestants (huguenots français, Hollandais, Danois présents dans son armée). Autres régiments français présents en Irlande : Forez, La Marche, Mérode, Tournaisis et Zurlauben (Suisse).
- 1692 : Italie
- 4 octobre 1693 : La Marsaille
- 1694 : Ter (27 mai), Palamos, Gironne, Ostalrich, Castelfollit
- 1695 : Italie
- 1701 : Flandre
- 1702 : Nimègue
- 1703 : Rhin, Kehl (20 février - 10 mars), Munderkingen, Hochstedt (20 septembre)
- 1704 : Hochstedt (13 août)
- 1707 : Flandre, Audenarde (11 juillet)
- 1708 - 1714 : garnison de Valenciennes
- 1733 : Allemagne
- 1733 : Kehl
- 1734 : Philippsbourg (2 juin - 18 juillet)
- 1735 : Klausen
- 1741 : Westphalie
- 1742 : Bohême
- 27 juin 1743 : Dettingen
- 1744 : Flandre
- 1745 : Ypres, Menin, Furnes, Tournai, Fontenoy (11 mai), Audenarde, Termonde, Ath
- 1746 : Namur, Raucoux (11 octobre)
- 1747 : Flandre hollandaise, Lawfeld (2 juillet)
- 1748 : Maëstrich
- 1756 : Minorque (mai - juin)
- 1757 : Allemagne
- 1758 : Créfeld, Lutzelberg (10 octobre)
- 1er août 1759 : Minden
- 1760 : Corbach (10 juillet), Warbourg, Clostercamps (15 octobre - 16 octobre)

Lors de la réorganisation des corps d'infanterie français de 1762, les deux bataillons du régiment de Saint-Mauris sont incorporés dans le régiment de Poitou. Ainsi, le régiment de Saint-Mauris disparait pour toujours.

### Quartiers
- 1733 : Marsal
- Bergues[2]

## Mémoire et traditions

### Personnalités ayant servi au régiment
- François-Joseph-Désiré Léris père de Mademoiselle Clairon était sergent au régiment de Mailly.
- Claude Antoine Capon de Château-Thierry alors capitaine au régiment de Rohan-Rochefort